# Les Mystères de Paris (film, 1957)
Pour les articles homonymes, voir Les Mystères de Paris (homonymie).
Pour plus de détails, voir Fiche technique et Distribution.
Les Mystères de Paris  (I misteri di Parigi) est un film franco-italien de Fernando Cerchio, sorti en 1957.

## Fiche technique
- Titre : Les Mystères de Paris
- Titre original : I Misteri di Parigi
- Réalisation : Fernando Cerchio
- Scénario : Damiano Damiani d'après le roman éponyme d'Eugène Sue
- Photographie : Sergio Pesce
- Musique : Ezio Carabella, Giovanni Fusco
- Genre : Drame
- Pays : Italie et France
- Durée : 94 min
- Date de sortie : 1957

## Distribution
- Franck Villard
- Lorella De Luca
- Matteo Spinola (it)
- Giulio Battiferri
- Jacques Castelot
- Arturo Bragaglia
- Giulio Calì
- John Kitzmiller
- Olga Solbelli
- Elena Zareschi